# Розумовський Петро Кирилович
Розумовський Петро Кирилович (*15 січня 1751 —†14 грудня 1823) — військовий та державний діяч Російської імперії з українського дворянського роду.

## Життєпис
Народився 15 січня 1751 року у родині Кирила Розумовського та Катерини Наришкіної. Разом з братами дістав хорошу домашню освіту в Санкт-Петербурзі. У 1765 році був відряджений за кордон (м.Страсбург, Франція) для продовження навчання. У 1768 році виїхав звідти до Англії.
У 1769 році повернувся до Санкт-Петербурга, вступив на військову службу до Ладозького піхотного полку: з 1772 року — полковник, з 1779 року — бригадир, з 1780 року — генерал-майор. У 1774 році всупереч бажанню батька одружився з Софією Чарторижською, яка була коханкою цесаревича Павла. У 1780–1783 роках служив у Санкт-Петербурзькій дивізії, у 1784–1788 роках — у Першій дивізії. Відзначився у російсько-шведській війні 1789 року, був підвищений до чину генерал-поручика, нагороджений орденами св. Станіслава і Білого орла. Того ж року перейшов на цивільну службу.
У 1796 році після того, як Павло I став імператором, Петро Розумовський стає сенатором, дійсним таємним радником. На деякий час від'їжджає за кордон. По поверненню у 1803 році помирає дружина, а Петро Розумовський значний час проводить в селі під Петергофом. З 1814 року він обер-камергер імператорського двору. Помер 14 грудня 1823 року у Санкт-Петербурзі, де й похований.